# Engelbert Plassmann
Engelbert Plassmann (* 23. März 1935 in Berlin; † 6. November 2021 in Bochum) war ein deutscher Jurist, Bibliothekar und Bibliothekswissenschaftler.

## Leben
Engelbert Plassmann, Sohn des Bankiers Clemens Plassmann und Enkel des Astronomen Joseph Plassmann, studierte zunächst von 1954 bis 1960 Philosophie und Katholische Theologie an den Universitäten Berlin, Bonn, Freiburg im Breisgau und Köln, danach bis 1964 Rechtswissenschaften an der Universität Würzburg. 1967 promovierte er an der Ruhr-Universität Bochum bei Paul Mikat mit einer Arbeit zum Thema Staatskirchenrechtliche Grundgedanken der deutschen Kanonisten an der Wende vom 18. zum 19. Jahrhundert.
Er absolvierte eine Ausbildung zum Bibliothekar des Höheren Dienstes und war zunächst ab 1971 an der Universitätsbibliothek Bochum, später als Leiter der Bibliothek der Fachhochschule Bochum tätig. Von 1975 bis 1984 war er Mitglied des Bochumer Stadtrates.
Ab 1975 war Plassmann zunächst Lehrbeauftragter für Bibliothekswissenschaft an der Universität Köln, ab 1977 auch Dozent am Bibliothekar-Lehrinstitut des Landes Nordrhein-Westfalen in Köln. 1982 erhielt er eine Professur an der Fachhochschule für Bibliotheks- und Dokumentationswesen und war von 1986 bis 1990 deren Rektor. Von 1989 bis 1991 war er Vorsitzender des Vereins Deutscher Bibliothekare.
1991 wechselte er als Gründungsdekan des Fachbereichs Buch und Museum an die Hochschule für Technik, Wirtschaft und Kultur Leipzig, 1995 wurde er auf eine Professur an der Humboldt-Universität zu Berlin berufen. Seit 2000 war er emeritiert, nahm aber weiterhin Lehr- und Prüfungsaufgaben wahr.
Plassmann veröffentlichte zahlreiche Aufsätze und Bücher, darunter das Standardwerk Das Bibliothekswesen der Bundesrepublik Deutschland (2. Auflage 1983 zusammen mit Horst Ernestus, 3. Auflage 1999 zusammen mit Jürgen Seefeldt). 2006 ist das Werk Bibliotheken und Informationsgesellschaft in Deutschland. Eine Einführung von Engelbert Plassmann, Hermann Rösch, Jürgen Seefeldt und Konrad Umlauf erschienen (Wiesbaden: Harrassowitz, 2006, ISBN 3-447-05230-9).
Er war seit 1964 mit Annemarie Plassmann verheiratet und hatte vier Kinder. Plassmann war Mitglied der katholischen Studentenverbindungen Bavaria Freiburg, Arminia Bonn und Julius-Echter Würzburg im KV.

## Schriften
- Bibliotheksgeschichte und Verfassungsgeschichte. Antrittsvorlesung 15. Januar 1997, Humboldt-Universität zu Berlin, Philosophische Fakultät I, Institut für Bibliothekswissenschaft. Hrsg.: Der Präsident der Humboldt-Universität zu Berlin. Humboldt-Universität, Berlin 1997 (= Öffentliche Vorlesungen / Humboldt-Universität zu Berlin, Heft 84) Online (PDF; 158 kB).
- Das Bibliothekswesen der Bundesrepublik Deutschland. Ein Handbuch. 3. völlig neubearb. Aufl. des durch Gisela von Busse und Horst Ernestus begründeten Werkes. Von Engelbert Plassmann und Jürgen Seefeldt unter Mitwirkung von Horst Ernestus. Harrassowitz, Wiesbaden 1999, ISBN 3-447-03706-7.
- Bibliotheken und Informationsgesellschaft in Deutschland. Eine Einführung. 2. gründlich überarb. und erw. Aufl., Harrassowitz, Wiesbaden 2011, ISBN 978-3-447-06474-3.